# Центральная группа армий (НАТО)
Центральная группа армий, ЦГА (англ. Central Army Group, CENTAG) — оперативно-стратегическое объединение (группа армий) Вооружённых сил NATO, в Европе (SACEUR), существовавшее с 1952 по 1994 годы.
Зоной ответственности ЦГА являлась территория бывшей американской оккупационной зоны Германии — земли Гессен, Рейнланд-Пфальц, Бавария и часть территории земли Баден-Вюртемберг. В своём составе имели орган управления, четыре армейский корпуса — два американских и два немецких. Воздушную поддержку группе армий оказывало Четвёртое объединённое тактическое авиационное командование. Штаб-квартира — Хайдельберг, ФРГ.
В 1994 году ЦГА было преобразовано в Объединённые сухопутные силы Центральной Европы (LANDCENT) путём слияния с расформированной Северной группой армий.

## История
Центральная группа армий была создана в 1952 году из дислоцированных в Европе американских войск. Штаб располагался в Кемпбелловких казармах, Хайдельберг, ФРГ. В 1955 году, после создания вооружённых сил Германии (бундесвер), в отдел планирования ЦГА был допущен немецкий персонал. В 1959 году отдел планирования был преобразован в штаб ЦГА. Командование группой армий осуществлял американский генерал.
Задачей группы армий стала защита центральной и южной Германии от любого потенциального советского вторжения. В состав группы вошли орган управления, 5-й, 7-й американские, 2-й, 3-й немецкие корпуса.
В августе 1961 года штаб ЦГА был перенесён в Хаммондские казармы в Мангейме, ФРГ, где и оставался до декабря 1980 года. Затем штаб ЦГА был возвращён в Кембелловкие казармы и, в целях лучшей координации, совмещён со штабами Четвёртого объединённого тактического авиационного командования и Объединённого командования мобильных сухопутных сил (AMF(L)).
В июле 1993 года ЦГА была объединена с расформированной Северной группой армий (СЕВАГ, NORTAG) и преобразована в Объединённые сухопутные силы Центральной Европы (LANDCENT). Штаб LANDCENT был создан в Хайдельберге 1 июля 1993 года.

## Состав военного времени на 1989 год

### 7-я американская полевая армия— штаб ЦГА
- Штаб американской 7-й армии, Хайдельберг, ФРГ
  - 1-й батальон 10-го полка специального назначения, Бад-Тёльц
  - 7-е командование снабжения, Райнберг
- Берлинская бригада, Западный Берлин
  - 4-й батальон 502-го пехотного полка (6 М106, 12 M901, 14 M113, 8 M125)
  - 5-й батальон 502-го пехотного полка (6 М106, 12 M901, 14 M113, 8 M125)
  - 6-й батальон 502-го пехотного полка (6 М106, 12 M901, 14 M113, 8 M125)
  - Рота «D» 40-го бронетанкового полка (14 M1A1)
  - Рота «F» 40-го бронетанкового полка (14 M1A1)
  - Батарея «C» 94-го полка полевой артиллерии (8 М109А3)
  - 42-я инженерная рота
- 18-я инженерная бригада, Карлсруэ, ФРГ
  - 79-й боевой инженерный батальон, Карлсруэ (8 M60 AVLB, 8 M728, 4 M88, 12 MAB)
  - 94-й боевой инженерный батальон, Дармштадт (8 M60 AVLB, 8 M728, 4 M88, 12 MAB)
  - 249-й боевой инженерный батальон, Карлсруэ (8 M60 AVLB, 8 M728, 4 M88, 12 MAB)
  - 293-й боевой инженерный батальон, Баумхольдер (8 M60 AVLB, 8 M728, 4 M88, 12 MAB)
- 56-е артиллерийское командование, Швебиш-Гмюнд
  - Штаб и штабная батарея
  - 1-й батальон 9-го полка полевой артиллерии (36 «Першинг-2», в 1987 заменены на 27 M270)
  - 2-й батальон 9-го полка полевой артиллерии (36 «Першинг-2», заменены на 27 M270)
  - 4-й батальон 9-го полка полевой артиллерии (36 «Першинг-2», заменены на 27 M270)
  - 2-й батальон 4 пехотного полка
  - 38-й батальон связи
  - 55-й батальон поддержки
  - 193-я авиационная рота

### 2-й немецкий армейский корпус
- Штаб корпуса, Ульм
- 2-е артиллерийское командование
- 2-е инженерное командование
- 2-е командование ПВО
- 2-е авиационное командование
- 2-е командование связи
- 2-е ремонтное командование
- 2-е командование снабжения
- 2-е медицинское командование
- 4-я мотопехотная дивизия, Регенсбург
- 1-я горнопехотная дивизия, Гармиш-Партенкирхен
- 1-я воздушно-десантная дивизия, Брухзаль
- 10-я танковая дивизия, Зигмаринген
- 25-я парашютно-десантная бригада, Кальв

### 3-й немецкий армейский корпус
- Штаб корпуса и штабная рота, Кобленц

- 300-я рота дальней разведки, Диц
- 300-я рота полевых новостей, Диц
- 310-й, 330-й Диц, 320-й Бух и 340-й Зарлуи полевые ремонтные батальоны
- 3-е артиллерийское командование, Кобленц
  - Штаб корпуса и штабная батарея,
  - 350-й ракетный артиллерийский батальон, Монтабаур (6 MGM-52 «Ланс»)
  - 320-й батальон хранения ядерного оружия, Херборн
  - 300-й батальон охраны, Гиссен
  - 300-я батарея БПЛА, Идар-Оберштайн
- 3-е инженерное командование, Кобленц
  - Штабная рота
  - 310-й боевой инженерный батальон, Кобленц (8 M60 AVLB, 8 Pionierpanzer 1, 4 минных заградителя Skorpion, 12 понтонных парков)
  - 320-й боевой инженерный батальон, Кобленц (8 M60 AVLB, 8 Pionierpanzer 1, 4 минных заградителя Skorpion, 12 понтонных парков)
  - 330-й амфибийный инженерный батальон, Шпайер
  - 340-й боевой инженерный батальон (резервный), Эммерцхаузен (8 M60 AVLB, 8 Pionierpanzer 1, 4 минных заградителя Skorpion, 12 понтонных парков)
  - 350-й боевой инженерный батальон (резервный), Штадталлендорф (8 M60 AVLB, 8 Pionierpanzer 1, 4 минных заградителя Skorpion, 12 понтонных парков)
  - 360-й батальон понтонных парков, Шпайер
  - 310-я рота защиты от химического, бактериологического и ядерного оружия (резерв), Цвайбрюккен
- 3-е командование ПВО
  - Штабная рота, Кобленц
  - 300-й полк ПВО, Марбург (36 Роланд на шасси Marder)
  - 330-й батальон ПВО (резерв), Марбург (24 Bofors L60)
  - 340-й батальон ПВО (резерв), Марбург (24 Bofors L60)
- 3-е командование армейской авиации, Мендиг
  - Штабная рота, Мендиг (15 MBB Bo 105)
  - 30-й полк армейской авиации, Нидерштеттен (48 UH-1D, 5 Alouette II)
  - 35-й полк армейской авиации, Мендиг (32-й CH-53G, 5 Alouette II)
  - 36-й полк армейской авиации, Фритцлар (56-й MBB Bo 105, 5 Alouette II)
  - 300-я эскадрилья армейской авиации (резерв), Мендиг
- 3-е командование связи, Кобленц
  - Штабная рота
  - 310-й батальон связи, Кобленц
  - 320-й батальон связи, Франкенберг
  - 330-й батальон связи, Кобленц
- 3-е ремонтное командование, Кобленц
  - Штабная рота
  - 310-й ремонтный батальон
  - 320-й ремонтный батальон
  - 330-й ремонтный батальон (резерв)
- 3-е командование снабжения, Диц
  - Штабная рота
  - 310-й батальон снабжения, Диц
  - 370-й транспортный батальон, Хермескайль
  - 380-й транспортный батальон, Бух
- 3-е медицинское командование, Кобленц
  - Штабная рота
  - 310-й медицинский батальон (резерв), Бух
  - 320-й медицинский батальон (резерв), Гиссен
  - 330-й медицинский батальон (резерв), Вецлар

- 2-я мотопехотная дивизия
  - Штабная рота, Кассель
  - 4-я мотопехотная бригада, Гёттинген
    - Штабная рота (8 M577, 8 Luchs)
    - 41-й мотопехотный батальон, Гёттинген (13 Леопард-1А5, 24 Marder, 12 M113
    - 42-й мотопехотный батальон, Кассель (24 Marder, 6 Panzermörser M113, 12 M113
    - 43-й мотопехотный батальон, Гёттинген (24 Marder, 6 Panzermörser M113, 12 M113
    - 44-й танковый батальон, Гёттинген (41 Леопард-1А5, 12 M113)
    - 45-й танковый артиллерийский батальон, Гёттинген (18 M109A3G)
    - 40-я противотанковая рота, Кассель (12 «Ягуар-2»)
    - 40-я бронеинженерная рота, Кассель
    - 40-я рота снабжения, Фульдаталь
    - 40-я ремонтная рота, Гёттинген

  - 5-я мотопехотная бригада, Хомберг
    - Штабная рота, (8 M577, 8 Luchs)
    - 51-й мотопехотный батальон, Хомберг (13 Леопард-1А5, 24 Marder, 12 M113)
    - 52-й мотопехотный батальон, Ротенбург-на-Фульде (24 Marder, 6 Panzermörser M113, 12 M113)
    - 53-й мотопехотный батальон, Фритцлар (24 Marder, 6 Panzermörser M113, 12 M113)
    - 54-й танковый батальон, Хессиш-Лихтенау (41 Леопард-1А5, 12 M113)
    - 55-й танковый артиллерийский батальон, Хомберг (18 M109A3G)
    - 50-я противотанковая рота, Хомберг (12 «Ягуар-2»)
    - 50-я бронеинженерная рота, Фритцлар
    - 50-я рота снабжения, Хомберг
    - 50-я ремонтная рота, Хомберг

  - 6-я танковая бригада, Хофгайсмар
    - Штабная рота (8 M577, 8 Luchs)
    - 61-й танковый батальон, Бад-Арользен (28 Леопард 2A4, 11 Marder, 12 M113)
    - 62-й мотопехотный батальон, Вольфхаген (35 Marder, 6 Panzermörser M113, 12 M113)
    - 63-й танковый батальон, Бад-Арользен (41 Леопард 2A4, 12 M113)
    - 64-й танковый батальон, Ганн. Мюнден (41 Леопард 2A4, 12 M113)
    - 65-й танковый артиллерийский батальон, Бад-Арользен (18 M109A3G)
    - 60-я противотанковая рота, Бад-Арользен (12 «Ягуар-2»)
    - 60-я бронеинженерная рота, Ганн. Мюнден
    - 60-я рота снабжения, Фульдаталь
    - 60-я ремонтная рота, Хофгайсмар

  - 2-й артиллерийский полк, Кассель
    - Штабная батарея
    - 21-й полевой артиллерийский батальон, Швальмштадт (18 M110, 18 FH-70)
    - 22-й ракетный артиллерийский батальон, Швальмштадт (16 LARS-2)
    - 23-й батальон целеуказания, Штадталлендорф, (12 CL-89)
    - 2-я пехотная батарея, Швальмштадт

  - 2-й разведывательный батальон, Хессиш-Лихтенау (34 Леопард-1А5, 10 Luchs, 18 TPz 1 Fuchs (9 — носители мобильных радаров RASIT))
  - 2-й полк ПВО, Кассель (36 «Гепард»)
  - 2-й инженерный батальон, Ганн. Мюнден (8 M60 AVLB, 8 Pionierpanzer 1, 4 минных заградителя Skorpion, 12 понтонных парков)
  - 2-я эскадрилья армейской авиации, Фритцлар (10 Alouette II)
  - 2-й батальон связи, Кассель
  - 2-й мадицинский батальон, Марбург
  - 2-й батальон снабжения, Кассель
  - 2-й ремонтный батальон, Кассель
  - 21-й, 22-й (Окерхаузен), 23-й (Оарольсен), 24-й (Вольфхаген) и 25-й (Фульдаталь) полевые ремонтные батальоны
  - 26-й егерский батальон (резерв), Вольфхаген
  - 27-й егерский батальон (резерв), Фульдаталь
  - 28-й охранный батальон (резерв), Франкенберг
- 5-я танковая дивизия
- 12-я танковая дивизия
- 26-я парашютно-десантная бригада

### 5-й американский армейский корпус
- Штаб корпуса, Франкфурт-на-Майне
- Артиллерия 5-го корпуса
  - 41-я артиллерийская бригада, Бабенхаузен
    - 1-й дивизион 32-го артиллерийского полка (27 M270 MLRS)
    - 2-й дивизион 15-го артиллерийского полка (24 M109A3)
    - 4-й дивизион 7-го артиллерийского полка (24 M110A2)
    - 4-й дивизион 77-го артиллерийского полка (24 M110A2)

  - 42-я артиллерийская бригада, Гиссен
    - 1-й дивизион 27-го артиллерийского полка (27 M270 MLRS)
    - 2-й дивизион 32-го артиллерийского полка (27 M270 MLRS)
    - 5-й дивизион 3-го артиллерийского полка (24 M109A3)
    - 6-й дивизион 82-го артиллерийского полка (24 M110A2)
- 12-я бригада армейской авиации, Висбаден
  - 2-я эскадрилья 229-го авиационного полка (18 AH-64 «Апач», 13 OH-58 «Кайова», 3 UH-60A)
  - 5-я эскадрилья 6-го кавалерийского полка
  - 1-я эскадрилья 151-го авиационного полка НГ шт. Северная Каролина (18 AH-64 «Апач», 13 OH-58 «Кайова», 3 UH-60A)
  - 5-й батальон 158-го авиационного полка (45 UH-60A)
  - эскадрилья (32 CH-47D)
  - эскадрилья (5 U-21A Ute, 15 OH-58 «Кайова», 30 UH-1H)
- 130-я инженерная бригада, Ханау
  - 54-й инженерный батальон (8 M60 AVLB, 8 M728, 4 M88, 12 MAB (мостоукладчики))
  - 317-й инженерный батальон (8 M60 AVLB, 8 M728, 4 M88, 12 MAB (мостоукладчики))
  - 547-й инженерный батальон (8 M60 AVLB, 8 M728, 4 M88, 12 MAB (мостоукладчики))
  - 559-й инженерный батальон
- 18-я бригада военной полиции, Франкфурт-на-Майне
  - 93-й батальон военной полиции
  - 709-й батальон военной полиции, Ханау
- 3-е командование снабжения, Висбаден
- 3-я бронетанковая дивизия, Франкфурт-на-Майне
  - 1-я бригада, Буцбах
    - 2-й батальон 32-го бронетанкового полка (M1A1 «Абрамс»[прим. 1])
    - 4-й батальон 32-го бронетанкового полка (M1A1 «Абрамс»)
    - 3-й батальон 5-го кавалерийского полка (M2 «Брэдли»)
    - 5-й батальон 5-го кавалерийского полка (M2 «Брэдли»)

  - 2-я бригада, Гельнхаузен
    - 3-й батальон 8-го кавалерийского полка (M1A1 «Абрамс»)
    - 4-й батальон 8-го кавалерийского полка (M1A1 «Абрамс»)
    - 5-й батальон 18-го пехотного полка (M2 «Брэдли»)

  - 3-я бригада, Фридберг
    - 2-й батальон 67-го бронетанкового полка (M1A1 «Абрамс»)
    - 4-й батальон 67-го бронетанкового полка (M1A1 «Абрамс»)
    - 2-й батальон 36-го пехотного полка (M2 «Брэдли»)

  - 4-я бригада (авиационная), Ханау
    - 4-й эскадрон 7-го кавалерийского полка, Бюдинген (40 M2 «Брэдли», 10 M113, 4 M106, M577, 8 AH-1F, 12 OH-58 «Кайова», 1 UH-1H)
    - 2-й батальон 227-го авиационного полка (21 AH-1F, 13 OH-58 «Кайова», 3 UH-60A)
    - 3-й батальон 227-го авиационного полка (21 AH-64 «Апач», 13 OH-58 «Кайова», 3 UH-60A)
    - Рота «G» 227-го авиационного полка (6 UH-1H, 6 OH-58А, 6 OH-58D, 3 EH-60A)
    - Рота «H» 227-го авиационного полка (15 UH-60A)

  - 3-е дивизионное командование снабжения (DISCOM), Ханау
  - 23-й боевой инженерный батальон (8 M60 AVLB, 8 M728, 4 M88, 12 MAB (мостоукладчики))
  - 3-й батальон 5-го артиллерийского полка ПВО, Бюдинген (24 MIM-72 Chaparral, 27 M163 VADS «Вулкан», FIM-92 Stinger)
  - 553-й батальон военной разведки (радиоэлектронной разведки и радиоэлектронной борьбы), Франкфурт-на-Майне
  - 503-я рота военной полиции
  - 23-я рота химической защиты
- 4-я механизированная дивизия, Форт Карсон, США
- 8-я механизированная дивизия, Бад-Кройцнах
- 194-я бронетанковая бригада, Форт Нокс, США
- 197-я механизированная бригада, Форт-Беннинг
  - 2-й батальон 69-го бронетанкового полка (M60 (танк))
  - 2-й батальон 18-го пехотного полка (M2 «Брэдли»)
  - 1-й батальон 58-го пехотного полка (M113)
  - 4-й батальон 41-го артиллерийского полка (24 M109)
  - Группа «А» 15-го кавалерийского полка (9 M60 (танк), 15 M113)
  - 72-я боевая инженерная рота
- 11-й бронекавалерийский полк, Фульда
  - 1-11-й бронекавалерийский батальон (41 M1A1 «Абрамс», 40 M2 «Брэдли», 12 M113, 6 M106, 4 M577, 8 M109)
  - 2-11-й бронекавалерийский батальон (41 M1A1 «Абрамс», 40 M2 «Брэдли», 12 M113, 6 M106, 4 M577, 8 M109)
  - 3-11-й бронекавалерийский батальон (41 M1A1 «Абрамс», 40 M2 «Брэдли», 12 M113, 6 M106, 4 M577, 8 M109)
  - 4-11-я авиакавалерийская эскадрилья (24 AH-64A, OH-58 «Кайова», 18 UH-60A, 3 EH-60
  - 58-я боевая инженерная рота
  - Рота военной разведки
  - Батарея ПВО (9 M163 VADS «Вулкан», 12 FIM-92 Stinger)

### 7-й американский армейский корпус
- Штаб корпуса, Штутгарт, ФРГ
- Артиллерия 7-го корпуса, Штутгарт
  - 17-я артиллерийская бригада (Аугсбург)
  - 72-я артиллерийская бригада (Вертхайм)
  - 210-я артиллерийская бригада (Херцогенаурах)
- 11-я бригада армейской авиации
- 7-я инженерная бригада
- 14-я бригада военной полиции
- 2-е командование снабжения
- 1-я бронетанковая дивизия, Ансбах
- 1-я механизированная дивизия, Форт Райли, США
- 3-я механизированная дивизия, Вюрцбург
- 1-я канадская механизированная дивизия, Кингстон, Канада
- 2-й бронекавалерийский полк, Нюрнберг